# Worb
Worb – miasto i gmina (niem. Einwohnergemeinde) w Szwajcarii, w kantonie Berno, w regionie administracyjnym Bern-Mittelland, w okręgu Bern-Mittelland.

## Współpraca
Miejscowość partnerska:
- Edelény, Węgry

## Transport
Przez teren gminy przebiegają drogi główne nr 10 i nr 234.